# Accademia medico-fisico fiorentina
L'Accademia medico-fisica fiorentina fu una società scientifica fondata nel 1824, il cui scopo era quello di incoraggiare nuove ricerche scientifiche sui problemi più importanti della medicina dell'epoca.

## Le origini e i fondatori
Antonio Cocchi, medico e anatomista dell'Ospedale di Santa Maria Nuova di Firenze, fu il primo ad avere l'idea concreta di un'accademia  medica nella città, tuttavia la sua proposta, formulata in una relazione del 23 dicembre 1742, non ebbe seguito.
Successivamente i medici Alessandro Bicchierai e Giovanni Targioni Tozzetti il 17 luglio 1778 ottennero dal granduca Pietro Leopoldo il permesso di ideare un piano per l'istituzione di una società annessa all'Ospedale per l'incoraggiamento della medicina. Ma anche questo secondo tentativo non andò a buon fine, sia per il problema di trovare un luogo adeguato all'interno, sia per l'ingente spesa economica necessaria.
Un ulteriore tentativo fu quello di Lorenzo Nannoni, chirurgo dell'Ospedale, che compilò nel 1806 un abbozzo di statuto per l'Accademia. Ma anche in questo caso il progetto non fu concretizzato.
Nel 1822 alcuni medici che frequentavano il Gabinetto Vieusseux, nato appena due anni prima, fra i quali Cosimo Ridolfi, Pietro Betti e Giuseppe Gazzeri, formarono il primo nucleo della futura Accademia. Giovan Pietro Vieusseux fornì loro una stanza per le riunioni settimanali e, dietro pagamento di una tassa annua da parte degli iscritti, si impegnò a far giungere a Firenze i più importanti giornali di medicina italiani e stranieri. La prima adunanza ufficiale si tenne il 4 febbraio 1824. Il 7 dicembre 1824 fu ufficialmente approvata la costituzione della Società medico-fisico fiorentina e ne fu compilato lo Statuto, che entrò in vigore l'anno successivo.
La Società era composta da soci conservatori, soci onorari e soci corrispondenti. Fu stabilito che il segretario facesse ogni anno un resoconto accademico e che venissero stampati i processi delle sedute ordinarie. Nel 1826 venne creato l'emblema della Società con l'effigie di Francesco Redi.
Dopo i primi anni di splendore, gli anni '30 dell'Ottocento furono un periodo di debolezza per la Società, sia per i dissensi interni di natura personale e politica, sia dal punto di vista finanziario. Nonostante questo, proprio in questi anni si ebbero momenti di grande importanza per le scoperte in campo medico, basti pensare a Filippo Pacini, che nell'adunanza del 22 novembre 1835 comunicò la sua relazione intorno ai corpuscoli nervosi terminali del tatto.
Dopo la morte di Angiolo Nespoli, divenne presidente della Società Maurizio Bufalini e l'Accademia si risollevò dalle difficoltà, aumentando notevolmente il numero dei propri membri con l'apertura anche a soci corrispondenti dall'estero.
Nell'adunanza del 28 marzo del 1886, la denominazione ufficiale della Società, dietro proposta del fisiologo Luigi Luciani, fu cambiata in quella di Accademia medico-fisica fiorentina.

## L'Accademia nel Novecento
Agli inizi del secolo XX, in seguito alle numerose epidemie di difterite, gli studi e le discussioni accademiche si accentrarono sui metodi per prevenire questa malattia. Nel periodo bellico i temi maggiormente affrontati furono le malattie e le ferite di guerra. In anni più recenti sono state discusse relazioni su molteplici problemi a tema medico-scientifico, fra cui le malattie del fegato, le ecografie renali e l'uso della tomografia assiale. Negli anni '80 l'Accademia cessò la sua attività.

## La sede
Già nel maggio del 1824, a distanza di pochi mesi dalla fondazione, la Società fu costretta a cambiare sede. Il Vieusseux, infatti, fece sapere che non gli era più possibile tenere a disposizione le stanze del suo Gabinetto per le riunioni dell'Accademia. Con autorizzazione ufficiale del 7 dicembre 1824, le riunioni della Società si spostarono in alcuni locali messi a disposizione dal socio Gaetano Buzzi in Via delle Belle Donne.
Il 26 marzo 1838 il Granduca concesse che la sede della Società fosse spostata presso l'Ospedale di Santa Maria Nuova, come era stato proposto nel secolo precedente. In occasione del trasferimento, il Museo patologico della Società fu incorporato in quello che faceva già parte dell'Arcispedale e la biblioteca della Società fu data in custodia a quella presente nell'Ospedale.
Poco prima della chiusura definitiva, l'Accademia spostò nuovamente la sede in Viale Morgagni.

## Il Museo patologico
Fin dalla sua fondazione, uno degli scopi principali dell'Accademia fu quello di creare il Museo patologico. Già nella seconda adunanza, quella del 3 marzo 1824, Francesco Camici e Pietro Betti presentarono ed illustrarono alcuni pezzi anatomici, così come il presidente Nespoli nella riunione del 7 aprile dello stesso anno. Il Betti fu nominato conservatore degli oggetti patologici e divenne il principale promotore del Museo. Nel maggio del 1824 ne presentò il primo catalogo, che comprendeva sedici pezzi patologici di cui si spiegava la storia e se ne presentava l'analisi chimica. Negli anni di vita dell'Accademia molti furono i medici, anche non soci, che contribuirono ad ampliare la raccolta sia con donazioni di pezzi anatomici sia con somme di denaro.
Il Museo nel corso degli anni fu visitato da medici illustri e fu citato dall'Académie nationale de médecine di Parigi come uno dei migliori musei patologici d'Italia.
Nel 1959 il Museo fu trasferito a Careggi presso l'Istituto di Anatomia patologica dell'Università di Firenze.

## Pubblicazioni
Alla fine di ogni anno il segretario dell'Accademia aveva il compito di redigere un resoconto accademico. Dal 1826 al 1828 tale resoconto fu pubblicato nell'Antologia del Vieusseux, così come i processi delle sedute ordinarie, che uscirono nella rivista con il titolo di Atti della Società medico-chirurgica fiorentina.
La pubblicazione degli Atti non fu però continua e le interruzioni furono dovute a svariati motivi. Nel 1838, in seguito al trasferimento della Società presso l'Arcispedale, si decise di pubblicare i verbali delle riunioni nell'Archivio delle scienze medico-fisiche. Nel 1843 passarono nella Gazzetta toscana delle scienze fisico-mediche e dal 1852 nella Gazzetta medica italiana federativa toscana. Quest'ultima rivista nel 1858 cambiò nome diventando Lo Sperimentale, che divenne l'organo ufficiale dell'Accademia fino al 1971.